# Magic Tonight
Magic Tonight, född 26 april 2009 i Kanada, är en svenskägd varmblodig travhäst. Han tränades av Roger Walmann och kördes av Örjan Kihlström.
Magic Tonight tävlade åren 2011–2017 och sprang in 9,9 miljoner kronor på 81 starter varav 20 segrar, 14 andraplatser och 4 tredjeplatser. Han segrade alltså i en fjärdedel av sina starter. Han tog karriärens största seger i Elitloppet (2015). Bland andra stora segrar räknas Prix Cagnes-sur Mer (2013), Fyraåringsstjärnan (2013), Prins Carl Philips Jubileumspokal (2014), Algot Scotts Minne (2014, 2015) och Årjängs Stora Sprinterlopp (2014). Han kom även på andraplats i Solvalla Grand Prix (2013), Copenhagen Cup (2014) och Gulddivisionens final (sept 2016).

## Karriär

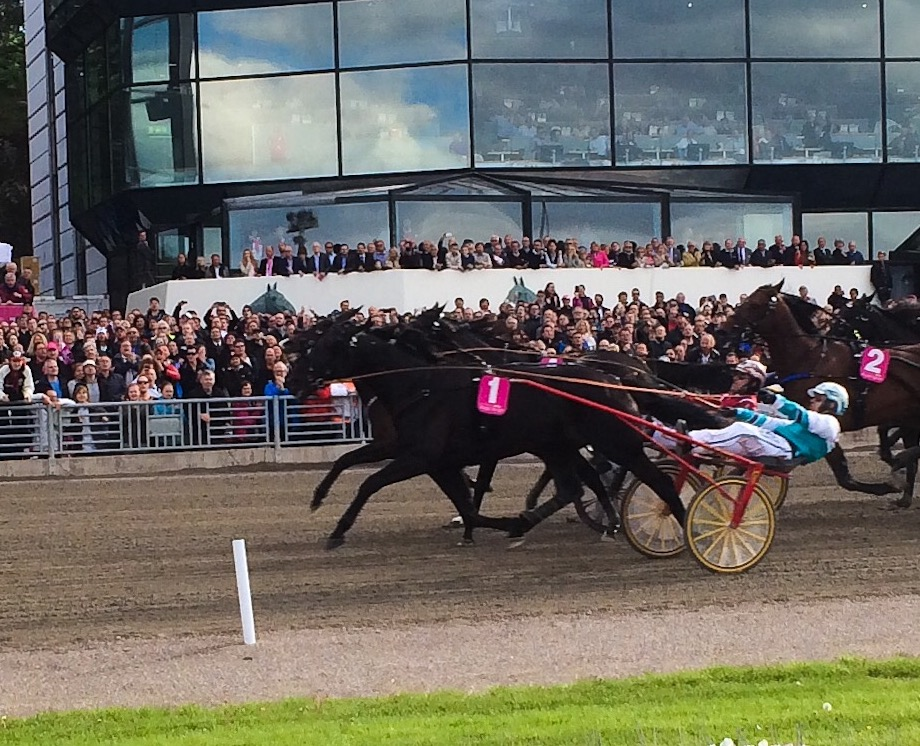
Magic Tonight segrar med ett huvud i finalen av Elitloppet 2015, närmast före Mosaique Face och Nuncio.

Magic Tonight började sin karriär som tvååring i Nordamerika. Han gjorde sin första start och tog sin första seger den 25 augusti 2011 på Harrah's Chester i Chester, Pennsylvania i USA. Den 5 juni 2013 importerades den då fyraårige Magic Tonight till Sverige för att tränas av Roger Walmann. Han gjorde sin första start för sin nye tränare den 2 juli 2013 på Bollnästravet med Örjan Kihlström i sulkyn. Första segern hos Walmann kom i den tredje starten den 30 juli 2013 på Jägersro i fyraåringsloppet Prix Cagnes-sur-Mer. I september 2013 segrade han i Fyraåringsstjärnan på Gävletravet. Han kom även på andraplats i Solvalla Grand Prix i december 2013.
Den 11 maj 2014 skar Magic Tonight mållinjen som trea i Danmarks största travlopp Copenhagen Cup. Loppets vinnare Caballion testades dock positivt för doping efter segern, varför Magic Tonight istället tilldelades andraplatsen. Den 12 juli 2014 vann Magic Tonight Årjängs Stora Sprinterlopp med tre längder, körd av Johan Untersteiner. I och med segern blev han direktkvalificerad till Hugo Åbergs Memorial den 29 juli på Jägersro. I Hugo Åbergs Memorial slutade han sedan på fjärdeplats. Den 20 augusti 2014 startade han i Jubileumspokalen på Solvalla, men slutade oplacerad.
Magic Tonight blev inbjuden till 2015 års upplaga av Elitloppet på Solvalla efter att ha segrat i Algot Scotts Minne på Åbytravet den 16 maj 2015. Elitloppet gick av stapeln den 31 maj 2015. Magic Tonight, körd av Örjan Kihlström, segrade i både sitt försökslopp och sedan även i finalloppet. Vinnartiden i finalen skrevs till 1.10,1, vilket (till och med 2018) är den sjunde snabbaste vinnartiden genom tiderna i en Elitloppsfinal. Efter den stora segern reste Magic Tonight till Nordamerika för att tävla där. Den 8 augusti 2015 i John Cashman Memorial på Meadowlands Racetrack gjorde han sin första start under denna sejour i Nordamerika. Han slutade på elfteplats, näst sist. Totalt gjorde han fyra starter under sejouren i Nordamerika och sprang in motsvarande 143 991 kronor. I november 2015 återvände han till Sverige.
Den 7 maj 2016 på Örebrotravet årsdebuterade Magic Tonight tillsammans med kusken Örjan Kihlström. Han slutade oplacerad efter att ha getts ett uppbyggande lopp. Två veckor senare startade han i H.K.H.Prins Daniels Lopp på Gävletravet, där han kom på sjätteplats efter att ha suttit fast i rygg på loppets ledare Nimbus C.D. Efter loppet fick Magic Tonight en inbjudan till 2016 års upplaga av Elitloppet. Den 29 maj 2016 startade Magic Tonight från spår 7 i det andra Elitloppsförsöket. Han kördes för första gången av Erik Adielsson, eftersom hans ordinariekusk Örjan Kihlström istället valde att köra Nuncio. Magic Tonight lyckades inte försvara sin seger från föregående år och tog sig inte vidare från försöket till finalen. Den 24 september 2016 kom han, körd av Kenneth Haugstad, på andraplats i Gulddivisionens final på Solvalla.
Säsongen 2017 årsdebuterade han den 13 maj i ett Gulddivisionslopp på Åbytravet. Han slutade oplacerad efter att ha galopperat bort sina möjligheter. Den 29 juli i E.J:s Guldsko på Hagmyren, körd av Örjan Kihlström, tog han säsongens dittills bästa placering då han slutade på andraplats bakom Volstead. Han gjorde säsongens sista start den 1 oktober i Gulddivisionens final på Solvalla där han kördes av Kihlström. Han slutade oplacerad. Detta kom också att bli karriärens sista start, då tränare Walmann den 31 oktober 2017 meddelade att Magic Tonight slutar att tävla och istället blir avelshingst.